# 大塚富夫のタウン
大塚富夫のTOWN（おおつかとみおのタウン）は、IBC岩手放送で毎週土曜日に放送されているラジオ番組。

## 番組テーマソング
- 『South American Getaway』…バート・バカラック作曲の、映画『明日に向って撃て!』劇中歌。オープニングでは前半部分が、エンディングでは中間部分が使用される。

## タイムテーブル
下記のタイムテーブルは2023年1月時点のもの。
- 15:05 岩手日報IBCニュース

この間、リスナーからもらったハガキの投稿を読む。
- 15:45 バースデーミュージック
- 16:00 岩手日報IBCニュース
- 16:05 タウン・ラッキークイズ

→歌手名当てクイズ。有名歌手のカバー曲から出題される。正解者から2名に自園自醸ワイン紫波のワインが、正解者が100名を超えたときは100名につきひとりにトリプルペンが贈られる。
タウンラッキークイズの後からエンディングまで、FAXやメールでもらった投稿を中心に読む。16:30ごろにリクエスト曲を流すことがある。

## かつて存在したコーナー
- ラジオイーハトーブ高校生童話大賞（2009年3月まで）
- ラジオで同窓会（2009年後半のみ）
- 家づくりホットスポット〜新しい住まいのかたち（隔週）（2010年1月まで）
- いわちく・うまい話には訳がある（2018年3月まで）
- 684中継コーナー（不定期）

## 特徴
1974年4月13日に放送が開始された前身番組『大塚富夫のワンダーランド』の後を受けて始まった。
2018年3月までは岩手県内のイベント会場に赴いての公開放送も頻繁に行われていたが、同年4月の放送時間変更後は、土曜午後に新設されたワイド番組『神山浩樹ののびのびサタデー』が出張放送を行うようになり、『タウン』は本社スタジオからの放送に専念していた。
2022年9月17日と2023年9月16日、IBCまつり（会場：ツガワ未来館アピオ）で公開生放送を行った。放送時間は15:00 - 16:30。
2018年4月7日からの放送時間は15:00 - 17:00の2時間であるが、それ以前は12:30 - 15:30、13:00 - 15:00、13:00 - 15:30など短縮と拡大を繰り返した他、一時期は13:00 - 14:30と15:30 - 16:30の2部構成をとっていたこともあるなど、幾多の変遷を経ている。
上記のようにいくつかのコーナーが存在するものの、大部分は大塚がリスナーからのメッセージにコメントしたり、フリートークを繰り広げるという、ラジオ番組としてはいたって基本的な要素で構成される。メッセージのテーマは決められていないため、日常の話題などの軽いものから、社会問題への意見、親族の死、病気の体験談といった重いものまで幅広く寄せられる。
この番組の大きな特徴として、タイトルコールもなければ、番組名を織り込んだジングルもない点が挙げられる。オープニングはメッセージをいくつか読み上げた後にテーマソングが流れ、大塚が名乗ってフリートークを行うという展開である。番組内で番組名が明示されるのは、葉書の宛先紹介の時のみである。
長らくいわちく（食肉加工会社、紫波町）のコーナーが番組の名物となっており、毎回大塚がいわちくの商品を紹介して、実際にその商品を試食していた。同社のウインナーソーセージ『エルンテフェスト』の試食の時は、マイクに向かって、「パリッ」とウインナーの皮が割れる音（シズル音）を披露していた。公開放送の時は、会場で『ウインナーいい音コンテスト』も開催されることがあった。長年の実績が認められ、大塚はいわちくの新聞広告等に起用されていた。